# Martin Jentzsch
Martin Jentzsch (* 12. November 1879 in Seyda; † 5. März 1967 in Erfurt) war ein deutscher evangelischer Pfarrer, der auch als Lieddichter hervortrat.

## Leben
August Wilhelm Martin Jentzsch war ein Sohn von Pfarrer Hermann Jentzsch und Marie geb. Hitzigrath. Er besuchte Gymnasien in Torgau und Magdeburg und studierte Evangelische Theologie in Leipzig und Halle. Die theologischen Examen legte er 1902 in Halle und 1904 in Magdeburg ab. Hier wurde er 1905 ordiniert. Zu dieser Zeit war er in den Neinstedter Anstalten seelsorgerisch tätig. 1905 heiratete er Franzina Hilsenberg († 1948). Ihre Töchter Marianne und Elisabeth wurden 1906 und 1910 geboren. Nach einer Zeit als Diakonus (zweiter Prediger) in Delitzsch wurde er 1909 Pfarrer und Leiter der Flussschiffermission in Berlin.
1919 kam er an die Reglerkirche in Erfurt, wo er 36 Jahre, bis ins 76. Lebensjahr, amtierte, zunächst als zweiter, von 1928 bis 1955 als erster Pfarrer. Sein Wirken war prägend für Kirche und Stadt. Ursprünglich deutschnational orientiert, gehörte er in der Zeit des Nationalsozialismus zu den Mitgründern und führenden Persönlichkeiten der Bekennenden Kirche in der Kirchenprovinz Sachsen und wurde 1937/38 wegen Heimtücke angeklagt. Den 1938 verlangten „Führereid“ leistete er mit einer schriftlichen Einschränkung, die dessen Inhalt praktisch aufhob.
Anlässlich seines 75. Geburtstags erhielt Jentzsch den Ehrentitel Kirchenrat.

## Lied
Martin Jentzsch schrieb 1951 den Text des Liedes Brich dem Hungrigen dein Brot (EG 418). Die Melodie komponierte der Kantor der Reglerkirche Gerhard Häußler 1953.